# Dinapigue
Dinapigue is een gemeente in de Filipijnse provincie Isabela in het noordoosten van het eiland Luzon. Bij de laatste census in 2007 had de gemeente bijna 5 duizend inwoners.

## Geografie

### Bestuurlijke indeling
Dinapigue is onderverdeeld in de volgende 6 barangays:
| - Ayod - Bucal Sur - Bucal Norte - Dibulo - Digumased - Dimaluade |

## Demografie
Dinapigue had bij de census van 2007 een inwoneraantal van 4.807 mensen. Dit zijn 1.636 mensen (51,6%) meer dan bij de vorige census van 2000. De gemiddelde jaarlijkse groei komt daarmee uit op 5,91%, hetgeen hoger is dan het landelijk jaarlijks gemiddelde over deze periode (2,04%). Vergeleken met de census van 1995 is het aantal mensen met 1.761 (57,8%) toegenomen.

De bevolkingsdichtheid van Dinapigue was ten tijde van de laatste census, met 4.807 inwoners op 873,69 km², 5,5 mensen per km².